# Spart
Pour l’article ayant un titre homophone, voir Sparte (homonymie).

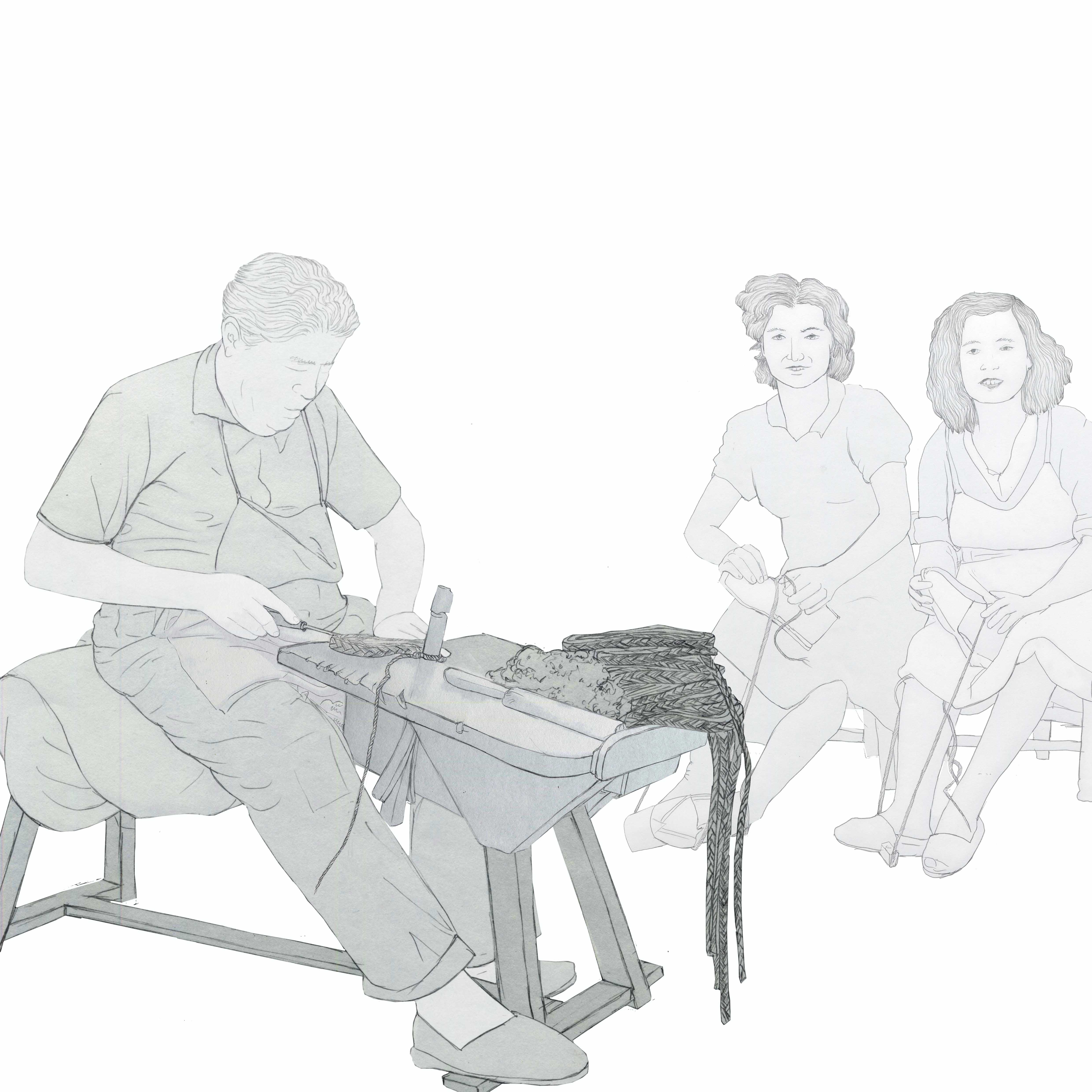
Fabrication d'espadrilles avec spart. Musée valencien d'Ethnologie.

Spart ou sparte (prononciation : /spart/) est le nom (masculin) donné à diverses herbes de la sous-famille des pooidés comme l'alfa (stipa tenacissima) ou le lygeum spartum.
Les fibres extraites des feuilles résistantes de ces graminées sont utilisées comme matériau. Elles servent notamment à la fabrication de sparterie, de cordages, de semelle des espadrilles traditionnelles et de papiers d'imprimerie.